# Pogonatum spinulosum
Pogonatum spinulosum là một loài Rêu trong họ Polytrichaceae. Loài này được Mitt. miêu tả khoa học đầu tiên năm 1864.

## Hình ảnh

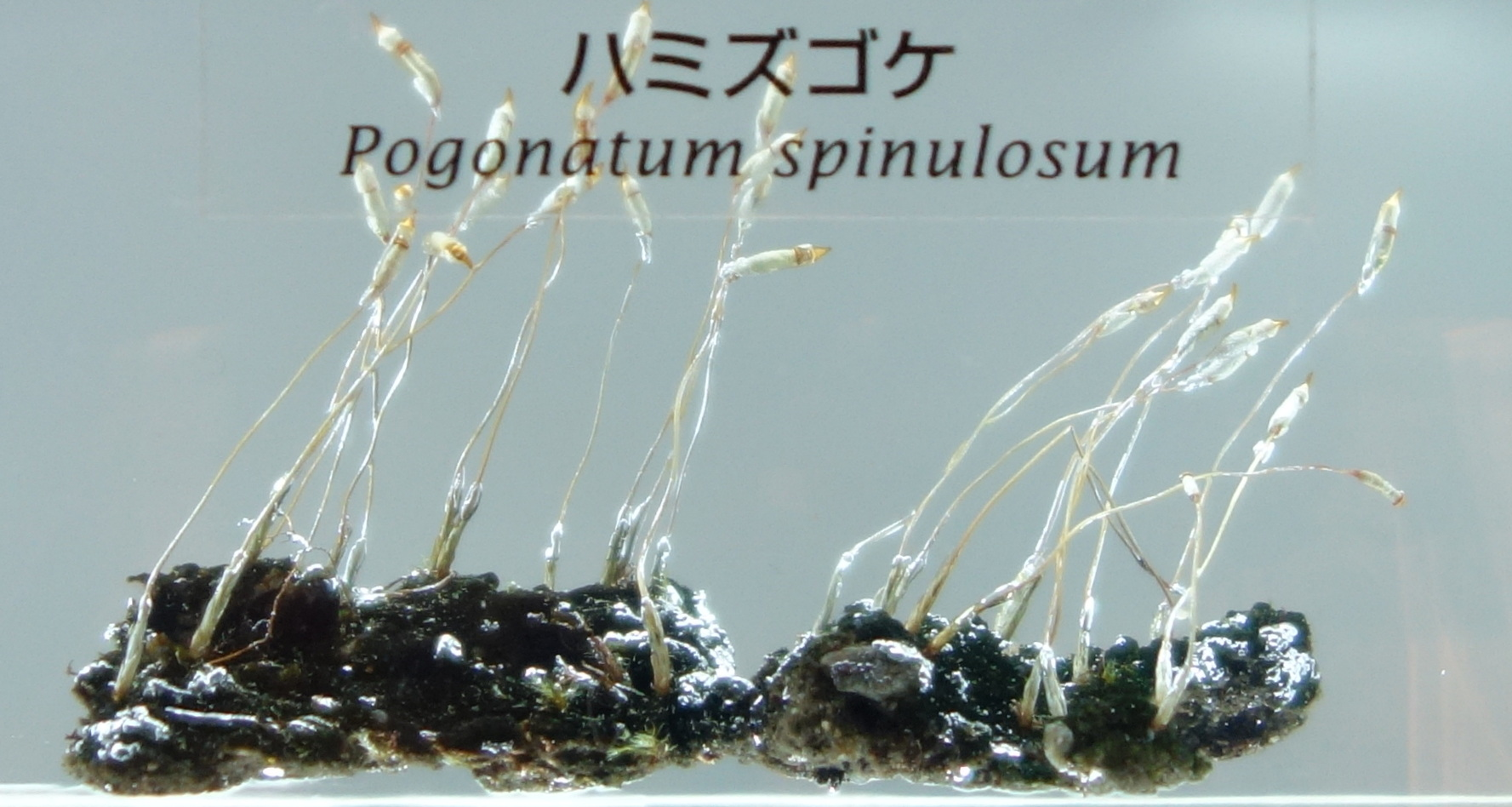